# Зербинис, Стратис
Стратис Зербинис (греч. Στρατής Ζερμπίνης; 1909, Александрия — 23 августа 1950, Ульгат) — известная фигура в истории компартии Греции. Будучи состоятельным промышленником Египта, оказывал финансовую поддержку деятельности компартии, а также деятельности греческих добровольцев в период Гражданской войны в Испании, один из организаторов восстания греческой армии на Ближнем Востоке, издатель греческих газет и журналов в Египте и Франции.
Похоронен на парижском кладбище Пер-Лашез.
Стратис Зербинис является прототипом главного героя романа Панайотиса Венардоса «Древо пламени».

## Молодость
Стратис Зербинис родился в 1909 году в египетской Александрии в семье Иоанниса Зербиниса, промышленника и одного из наиболее богатых членов многочисленной в тот период греческой общины Египта. Кроме прочего, отец был владельцем двух заводов и огромных плантаций хлопка в долине Нила.
Получил хорошее образование, кроме прочего к концу своей жизни свободно говорил и писал на шести языках.
Несмотря на своё происхождение и статус в египетском обществе и положение в греческой общине, после смерти отца (1929) Зербинис стал членом компартии Греции и противником как британского правления Египтом, так и поднимавшего голову в Европе фашизма.

## В антифашистской борьбе
Зербинис стал членом первой антифашистской ячейки в Александрии.
Использовал своё состояние для финансовой поддержки компартии Греции в межвоенные годы и для поддержки заключённых коммунистов в Греции.
С началом Гражданской войны в Испании, основной задачей обосновавшегося в Марселе Профсоюза моряков Греции стало бесперебойное снабжение республиканцев. Из-за политики невмешательства французских властей и из-за угрозы подводных лодок грузы чаще доставлялись морем в порты Алжира, откуда далее доставлялись на каиках в Испанию. На последнем плече большинство греческих моряков были вооружены.
Николаос Колокотронис пишет, что Зербинис перевозил из Марселя на своём судне оружие и боеприпасы для армии республиканцев и греческих добровольцев.

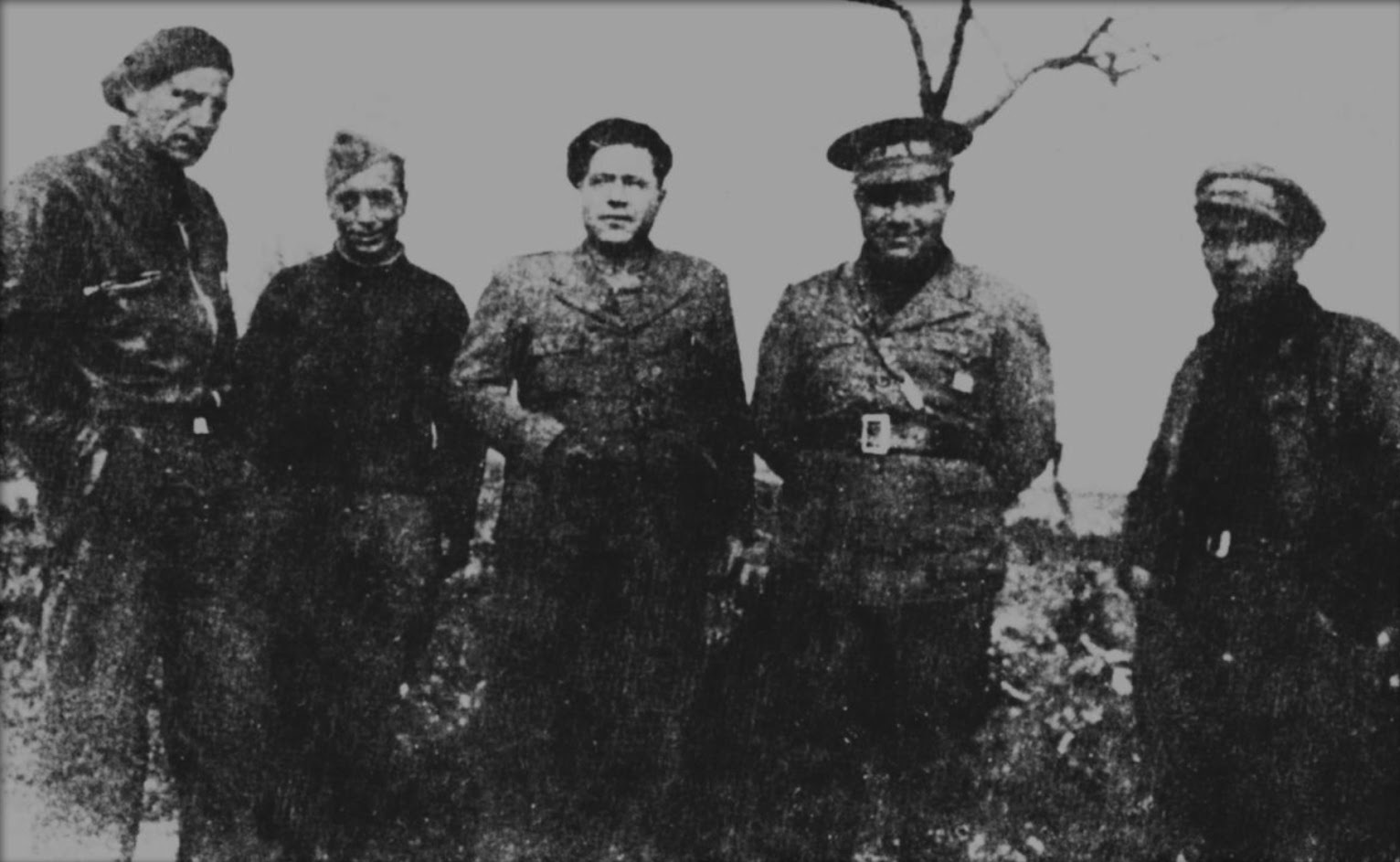
Д. Сакарелос (слева) в Испании.

С поражением республиканской армии, вместе с бежавшим из французского лагеря Димитрисом Сакарелосом, бывшим первым комиссаром «греческой роты Никос Захариадис», начал издание во Франции греческой газеты «Элефтерия» (Свобода). Деятельность газеты, которая финансировалась Зербинисом, была в основном направлена против установленной в Греции в 1936 году, профашистской диктатуры генерала Иоанниса Метаксаса.
В 1939 году Зербинис женился на коммунистке-еврейке Анне Хаенко, с которой имел трёх детей.
Вернувшись в Египет до вступления немцев в Париж, Зербинис финансировал издаваемую Самиосом в Каире (греческой) антифашистской газеты «Кирикс» (Κήρυξ — Вестник):В-173 (по другим источникам он и был её издателем).
В период Второй мировой войны Зербинис был одним из издателей и редакторов издаваемого в Египте журнал «Эллин» (1942—1947), чьё издание финансировалось Зербинисом.
Он был одним из организаторов восстания греческой армии на Ближнем Востоке, после чего был выслан англичанами в концлагерь в Асмару, Эфиопия, где пробыл около двух лет (1944-45).

## Париж
После возвращения из лагеря в Александрию, в 1946 году Зербинис был выслан правительством британского Египта из страны, что создало реальную угрозу его состоянию и имуществу в Египте.
Вместе с женой и детьми Зербинис обосновался в Париже, где не теряя времени и продолжая своё образование поступил на химический факультет университета.
С началом гражданской войны в Греции (1946—1949), в 1947 году возглавил подпольную организацию компартии Греции в Париже, с целью оказать помощь «временному правительству гор».
Разочарованный инерцией или даже безразличием греческих эмиграционных кругов, Зербинис, вместе с скульптором Мемосом Макрисом и писательницей Мелпо Аксиоти, привлёк к делу поддержки борьбы Демократической армии Греции французских интеллектуалов левой ориентации, таких как Луи Арагон, Поль Элюар и Сэмюэл Беккет.

## Смерть
Поражение Демократической армии в августе 1949 года потрясло Зербиниса. Угроза высылки из Франции и смерть жены в 1950 году подорвали его здоровье.
Почти сразу после смерти жены, 23 августа 1950 года, Зербинис утонул в море на побережье курорта Ульгат, оставив сиротами своих трёх несовершеннолетних детей.
В своём завещании Зербинис предусмотрел, что в случае смерти распорядителем его состояния, оцениваемого в два миллиона британских фунтов стерлингов той эпохи, станет писатель Ламбис Раппас, его земляк, друг и товарищ по партии, нашедший политическое убежище в Румынии.
В случае если «что-то случится с детьми», Зербинис завещал всё своё состояние компартии Греции. Однако его завещание было нарушено тремя последовательными судебными процессами во Франции, в Греции и Египте, после чего попечительство над его детьми (и распорядительство его состоянием) перешло к родственникам в Греции.
Зербинис был похоронен на парижском кладбище Пер-Лашез, рядом с могилой жены.
Скромные надгробия Зербиниса и его жены, расположенные напротив «Стены коммунаров», были оформлены его другом и товарищем по партии, Мемосом Макрисом.

## Литературный прототип
Стратис Зербинис стал литературным прототипом главного героя романа Панайотиса Венардоса «Древо пламени» (Το φλογόδεντρο), «который предал свой класс и вступил в компартию».
С той лишь только разницей, что герой Венардоса, гибнет «при загадочных обстоятельствах», выйдя на маленькой лодке в открытое море.